# Ropalidia deceptor
Ropalidia deceptor är en getingart som först beskrevs av Smith 1863.  Ropalidia deceptor ingår i släktet Ropalidia och familjen getingar. Inga underarter finns listade i Catalogue of Life.